# Fylkesväg 217
Fylkesväg 217 (norska: Fylkesvei 217) är en primär fylkesväg i Innlandet fylke i östra Norge som går mellan vägskälet vid Isterfossen i Engerdals kommun och orten Åkrestrømmen i Rendalens kommun.
Vägen är 47,3 kilometer lång och asfalterad. Den passerar bland annat genom byarna Ulvågrenda och Femundsundet.

## Anslutningar
Fylkesväg 217 ansluter till:
- Fylkesväg 26 (vid Isterfossen)
- Fylkesväg 30 (vid Åkrestrømmen)